# Unije
Unije (em croata:  Unije, em italiano:  Unie) é uma ilha da Croácia e do Mar Adriático com cerca de 16,92 km² de área, e 85 habitantes (censo de 2001). Pertence ao arquipélago de Cres-Lošinj, do qual é a terceira maior ilha, e fica na parte norte do mar Adriático, a oeste das duas ilhas maiores. A sua costa é muito recortada e tem muitas baías e praias, além de colinas suaves cobertas com oliveiras e maquis.
A ilha só tem uma localidade, também chamada Unije. É uma aldeia típica de pescadores e agricultores com 280 casas (muito mais que habitantes, pois a população veraneante ultrapassa os 400), na parte ocidental da ilha. Há ligações regulares para ilhas próximas, para os portos de Susak e Mali Lošinj, bem como para cidades no continente como Rijeka e Pula. Unije tem um aeroporto para voos privados e comerciais, com ligação a Mali Lošinj.